# Weender Bummel

Postkarte (um 1910): Studenten auf dem Weender Bummel

Der Weender Bummel war ein regionaler studentischer Brauch, der im 19. Jahrhundert in Göttingen entstand und bis in die frühen 1930er Jahre hinein lebte.
Der Bummel fand als sog. Weender Bummel jeden Sonntag, später dann auch samstags, von elf bis gegen ein Uhr mittags statt und verlieh der Weender Straße in Göttingen das Flair einer Kurpromenade. Dabei lief er stets nach einem bestimmten Muster ab: Er begann immer nach Ende der Gottesdienste, setzte auf der Ostseite der Weender Straße am Göttinger Nabel ein und ging bis zur Ecke der Roten Straße. Die angrenzenden Straßenabschnitte vor den Kirchen mussten ausgespart bleiben, da dort Sonntagsruhe zu herrschen hatte. Die andere Straßenseite der Weender Straße war als Groner oder Zehnpfennigseite verpönt und wurde den nicht akademischen Bürgern überlassen.
Auch Otto von Bismarck nahm während seiner Göttinger Studentenzeit (1832–1833) regelmäßig am Weender Bummel teil und erkundigte sich noch Jahrzehnte später als Reichskanzler gegenüber Göttinger Besuchern, ob es den Bummel noch gebe.
In der Zeit bis zum Ersten Weltkrieg waren es vor allem die farbentragenden Verbindungsstudenten, die gemächlich im Gespräch die Weender Straße entlang bummelten und ab und zu für ein mehr oder weniger anspruchsvolles Gespräch stehen blieben; wer sehen und gesehen werden wollte, der ging auf den Weender Bummel. Erich Hückel schreibt dazu: Bei diesem flanierten die Studenten auf der Straße hin und her und begrüßten sich bei der xten Begegnung zum xten Mal. Wegen der steigenden Zahl der Studenten wurde gegen Ende des 19. Jahrhunderts eine zweite Bummelstunde zwischen 17 und 18 Uhr am Sonntagabend eingeführt, die aber längst nicht die Bedeutung der morgigen erreichte. Spaßeshalber wurden die Frauen, die sich auf dem Weender Bummel befanden, wegen ihrer Vorliebe für das Schaufensterbetrachten von den Studenten als Verkehrshindernis bezeichnet.
Der Weender Bummel blühte nach dem Ersten Weltkrieg, in den goldenen Zwanzigern, noch einmal für einige Jahre auf. Er fand jedoch zu Beginn der 1930er Jahre ein jähes Ende, als diese gemütliche und zwanglose Art der bürgerlichen Kommunikation den organisierten Massenaufzügen der NS-Zeit weichen musste.